# 毛利小五郎
毛利 小五郎（もうり こごろう）は、『週刊少年サンデー』で連載されている青山剛昌原作の漫画作品、およびそれを原作とするテレビアニメなどのメディアミックス『名探偵コナン』の作品に登場する架空の人物。
アニメでの声優は神谷明（1 - 548話、劇場版第1作 - 第13作）→小山力也（553話 - 、劇場版第14作 - ）が担当する。ドラマでの俳優は陣内孝則が担当。

## 人物
毛利蘭の父親で江戸川コナンの保護者。妻は妃英理。「毛利探偵事務所」を経営する私立探偵で、前職は警視庁捜査一課強行犯係の刑事。現在はコナンが彼に成り代わって推理することにより、世間では「眠りの小五郎」と称される名探偵だが、実態は「ヘボ探偵」「迷探偵」であり、作中におけるコミックリリーフでもある。
オールバックの髪型とちょび髭がトレードマーク。仕事では青色のスーツを着用する。年齢は38歳。
一人称は基本的に「オレ」だが、初対面の相手や目上の者には「私」を使う。周囲からの呼称は、「（小五郎の）おじさん（コナン・吉田歩美から。コナンが心の中では『（小五郎の）おっちゃん』）」、「おっちゃん（新一・小嶋元太・服部平次・遠山和葉）」、「お父さん（蘭）」、「あなた（英理）」、「毛利君（目暮警部・阿笠博士）、「毛利さん（他の警察関係者・他人など）」、「煙の小五郎（横溝重悟）」、「小五郎君（工藤有希子）」、「オッサン・ボケナス（服部平次による蔑称）」、「小五郎さん（遠山和葉・大和警部など）」、「（毛利の）おじさま・おじさん（鈴木園子）」、「毛利先生（安室透）」、「毛利探偵・おじさん（灰原哀・円谷光彦）」がある。また、灰原はコナンと話した時「『迷』探偵」と呼んだことがある。
短気かつ暴力的な性格で、コナンが捜査に介入するとゲンコツを食らわせたり、依頼人に対して怒鳴ったりすることもある。また、コナンに眠らされた平次が推理を披露した際に、納得できないことを理由に殴りつけたことがある。 極めつけには、テレビ局の企画を装った犯人によってコナンと平次が無人島に拉致監禁された事件で、金で雇われていただけの漁師を拷問にかけ、2人の監禁場所を突き止めたこともある。また、睡眠中は大いびきをかいて寝ることが多く、アニメ版の初期は同じ部屋で寝ているコナンはよく彼のいびきに悩まされていた。
一方でかなりのお調子者でもあり、周囲から褒められたり自信満々に推理を披露したりすると舌を出し、「ナーッハッハッハ！」という高笑いを頻繁に見せる。
有名になってからはテレビやメディア出演により収入を得ることも増えたが、それに比例する形で金遣いも荒くなっており、酒やギャンブル、遊興等への浪費が多い。彼のせいで家計がさほど潤わないのは蘭の悩みの種になっており、彼女から小遣いを厳しく管理されている。別居している妻の英理からも、彼女の弁護士としての手腕と人脈にて金銭や収入面で助けられる事がある。なお、埋蔵金伝説の類には興味がない模様。
「眠りの小五郎」として、睡眠薬のCMの出演依頼が来たことがある（ただ寝ているだけでいいというもの）。原作では話を聞くなり憤慨して断っていたが、劇場版第10作『探偵たちの鎮魂歌』で同様の依頼を受けた際は1000万円のギャラを提示され、「ぜひ！やらせていただきます！」と快諾していた。
英語はあまり得意ではなく、ロンドンを訪れた際にコナンや蘭の不在中はかなり困っていた。歴史や文学に関する知識としては、『三国志』については蘭に比べるとあまり詳しくないようだが、『南総里見八犬伝』や武田信玄については詳しい。ミステリーへの関心は薄いようで、シャーロック・ホームズ「紙の上の人間」と侮蔑して顰蹙を買ったり、アガサ・クリスティの『そして誰もいなくなった』をタイトルを間違えた上に『ホームズ』シリーズの作者であるアーサー・コナン・ドイルの作品と勘違いしたりていた。ただし、エルキュール・ポアロに因んで「毛利ポア郎」と自己紹介をしたことがある。
「集められた名探偵！工藤新一VS怪盗キッド」、『100万ドルの五稜星』では怪盗キッドに、『ルパン三世VS名探偵コナン』ではルパン三世にそれぞれ変装されている。両者から変装されたのは、小五郎と高木刑事の2名のみである。
氏名の由来は姓がモーリス・ルブラン、名が明智小五郎。

## 探偵業
初登場時は無精ひげを伸ばし酒浸りで過ごしていた。その上、無名だった頃は名乗っても誰だか分かってもらえなかったり、明智小五郎や毛利衛と間違われたりすることもあった。
本来の小五郎はお世辞にも優秀とは言えない探偵だが、コナンが阿笠博士の発明した腕時計型麻酔銃と蝶ネクタイ型変声機を使い、小五郎に成り済まして事件を解決してきたため、「眠りの小五郎」と呼ばれて一躍全国的に有名になった。名前の由来はうつむいた状態で淡々と推理をするため、まるで眠っているように見えることから。しかし、事情を知らない者からは「居眠り小五郎」「煙の小五郎」「踊りの小五郎」などと呼び名を間違われることも多々ある。眠っている間に勝手に事件が解決するという不自然な現象に関しては、時に疑問を抱きつつも「自分が無意識に解決しているのだ」と得意気になっており、有名になってからは何かと「名探偵」を自称している。劇場版第17作『絶海の探偵』からは、金メッキ加工の名刺を大量に持ち歩いている。
「元・警視庁所属の刑事」という経歴にもかかわらず、単純明快な解決をする傾向が非常に強く、その上足を使った捜査を嫌って僅かな状況証拠や勘だけに頼ろうとする怠惰さから、コナンにも心中で呆れられている。そのため、行き当たりばったりかつ見当違いな推理で頭ごなしに犯人を決め付けてしまうことが多い上に、密室殺人等の不可能犯罪に遭遇した場合は自殺か事故死と即断して捜査を打ち切るといった、ずさんな傾向もある。仮に周囲から不自然な点を指摘されても、名探偵としてのプライドを傷つけられたと考えて逆上する。
探偵業に関する根気や責任感にも欠けている面が多く見られる。仕事よりも酒やギャンブル、アイドル鑑賞といった趣味嗜好の方を優先するため、依頼人を競馬中継の観戦を理由に追い返そうとしたり、電話に出る事すら鬱陶しがって電話線コードを抜いてしまうこともあった。莫大な依頼料を提示されたり依頼主が美人であればやる気を出すが、それでも酒で歓待されれば仕事そっちのけで夢中になり、捜査が行き詰まってしまうとあっさり投げ出すか適当に切り上げてしまう無責任ぶりを見せている。また依頼者が男性の場合だと冷淡さや薄情さまで見せる事もある。自らのいい加減な推理で冤罪未遂を繰り返してもなお自信満々に見当違いな推理を披露し続けているが、アニメ版では、間違った推理で追い詰めた容疑者が自殺してしまった際に、探偵事務所の看板を下ろして責任を取ろうとした事もあった。
一方、旧友や妻の英理が絡むと、コナンの助けを得ながらも自力で事件を解決することがあり、コナンが解けなかった謎や正しく推理できなかった部分までも完璧に解いている場合すらある。アニメではコナンと出会う前に、探偵として自力で殺人事件のトリックを暴いたこともある。
コナンが探偵事務所に同居するようになってから、小五郎が行く場所では何かしらの事件がよく起こるため、目暮警部らからは「疫病神」「死神」呼ばわりされるようになる。北海道警察の田村刑事には「行く先々で事件が起きる呪われた探偵」と呼ばれた。
刑事時代の経験から捜査の基本は熟知しており、大体の死因や死亡推定時刻は鑑識・司法解剖を待たずに自力で特定できる。また、携帯電話と盗聴の関連性について説明したこともある。尾行や偽名を使った侵入、探し物や素行調査などの業務は無難にこなしている。
物語に世良真純や安室透、沖矢昴といったコナンに匹敵する推理力を持つキャラクターが増加するにつれ、「眠りの小五郎」を披露する場面は減少傾向にある。それに伴い、小五郎が覚醒状態で推理をする場面も増えてきている。
劇場版では、第1作『時計じかけの摩天楼』の冒頭、第2作『14番目の標的』、第17作『絶海の探偵』、第21作『から紅の恋歌』、第26作『黒鉄の魚影』で「眠りの小五郎」を披露している。
探偵としての弟子に安室透と脇田兼則がいるが、彼らは弟子入りを装って小五郎の調査のために潜入している（小五郎は2人の素性を一切知らない）。
黒ずくめの組織との接触はほとんどないが、一度だけ誤解されて命を狙われたことがある。しかしこの時は小五郎本人にその自覚がないままFBIの赤井秀一らによってその計画は阻止されたため助かっている。
作中で具体的な収入面についての言及はあまりなく、『コナンドリル』では、調査料やメディア出演や講演などの副業収入の推計を連載年数（週刊少年サンデー2003年2号まで）で割ると少なすぎるため、事務所は2、3階が内部で繋がるメゾネットタイプながらそれぞれ別に玄関がある特殊な造りであることから、この建物は持ちビルで親から相続してビルの1階で喫茶店『ポアロ』を営んでいるマスターからテナント収入を得ていたと考察されている。また家計は別居しているとはいえ英理くらいしか管理していると思われる人物はおらず、報酬を得ても一旦英理のところへ行ってから小遣いが渡されているためという説が提唱されている。仕事嫌いの小五郎が警察を辞めて探偵として独立したのは、上司であった目暮から「自分も辛い」もしくは「英理の弁護士としてのキャリアに傷がつく」とでも言われて心情を理解し辞職、黒木昭雄が話す「家が商売をしているなど収入のアテがある刑事が辞めさせやすい」ことから目暮もそれに触れて別の道へ進むのを促した可能性を挙げられている。

## 経歴
出身高校は新一や蘭と同じ帝丹高校（英理や工藤有希子とは同級生）で、 大学は米花大学卒業。中学校の同級生に女優の雨城 瑠璃（うじょう るり、声 - 島津冴子）がいる。本人は高校時代は「硬派で通っていた」と語っているが、中学時代を知る瑠璃曰く、その頃からスケベだったらしい。大学が帝丹ではなく米花なのは、柔道の腕がいいためスポーツ推薦や一芸入試を受けた可能性や、内部進学（とみられる）に必要な成績が不足していた説が考えられている。
妻の英理とは学生結婚という形で結婚した。アニメ版では新婚当時は生活が苦しく、収入を得るために家庭教師のアルバイトをしていたことが明かされている。
かつて警視庁捜査一課強行犯係に勤めていた。しかし刑事時代も的外れな推理で捜査を混乱させることが多かったらしく、目暮警部からは「お前のおかげでほとんど迷宮入りになった」と呆れられている。ただし阿笠博士は、「あれでも昔は敏腕刑事じゃったんじゃから」と評している。
捜査一課配属中に起きたある事件が原因で、妻の英理とは離婚こそしていないものの、10年前より別居している。

## 人間関係

### コナンとの関係
コナンを「小僧」や「ガキ」、「坊主」と呼ぶ事が多く、名前で呼ぶ事は少ない。警察関係者の多くとは対照的に、コナンや少年探偵団のような子供が捜査に加わることには否定的で、現場から乱暴に追い出したりゲンコツを食らわせたりと厳しい罰を与える。 
一方で、コナンと将棋やババ抜きに興じたり、蘭が不在の日にコナンを外食に連れて行くこともある。また、コナンが拳銃強盗に撃たれたり、爆弾事件に巻き込まれて負傷した際には彼の身を案じ、病室で付きっきりで見守るなど、保護者としての自覚を窺わせる場面も多い。 
コナンの小学1年生とは思えない推理力や頭脳を疑問視することはあるものの、大抵は周囲の称賛を受けて忘れてしまったり、たまたま見せたコナンの幼稚なミスを見て考え過ぎだと判断してしまったりするため、現在でもただの賢い子供として受け入れている状態である。

### 新一との関係
工藤新一のことは、有希子の一人息子で蘭の幼馴染として幼少時からよく知っているが、新一が高校生探偵として活躍していた時期は、探偵の仕事を奪われたと思い込んでおり、あまりいい印象を持っておらず、蘭との交際についても批判的な言動が多い。しかし、新一の推理力の高さは認めているほか、蘭が新一に想いを寄せていることにも気付いている模様で、「大事な娘をたぶらかしやがって」などと文句を言いつつも内心では新一への愛情を大切に見守ってもいる。「探偵坊主」などと嫌味を込めて呼ぶことも多いが、普段の呼び方は「新一」。

### 蘭との関係
家庭内ではケチであり、蘭に碌に私物を買い与えようとしないほどであるため（蘭の私物の殆どは別居中の英理が買い与えた物らしい）、生活態度や性格について諌められることが多い。反対に蘭の証言に対して「ガキは黙ってろ！」と怒鳴ることもある。
しかし、心の奥底では父親としての愛情に溢れており、蘭が窮地に陥った時には危険な状態へ身を挺してまで助けようとしたり、蘭が恥ずかしい思いをした際には激しい怒りを露わにしたりする。

### 英理との関係
「妃法律事務所」を経営している弁護士の妃英理を妻に持つが、彼女とは別居中である。英理とはたまに会っても幼稚な口喧嘩を繰り広げており、「グズで不潔で女たらしで飲んだくれでいいかげんな男」と散々な評価を下されている。普段から一変して冴え渡った推理を見せる「眠りの小五郎」に関しても、次第に疑いを強められている。
だが、英理が紛失した指輪をひそかに見つけ出したり、英理がファンだった野球選手のサインボールを渡そうとしたり、誕生日に5万円のネックレスを贈ったり、英理が重体に陥った時や、病気で入院した時に大慌てで病院に駆け付けたり、英理が誘拐された際には、発見時にビルの4階まで雨樋を伝って駆け上がったりするなど、英理への深い愛情を覗かせることも多い。英理に戻ってきて欲しいと願い出たこともあるが、彼女は聞いていないふりをして小五郎の発言をMDで録音していた。英理へのプロポーズの言葉は、「お前のことが好きなんだよ、この地球上の誰よりも」である。
高校時代、有希子と英理のミスコン対決の折、当時小五郎はミスコンの「ミス」を「ミステイク（mistake）」の意味と勘違いしており、「ドジな女の方」として英理の名前を書いていたが、小五郎曰く「本当の意味が分かっていたら有希子の方に投票していた」とのことで、結局は馬鹿馬鹿しくなって投票しなかった。開票の結果は両者が1万票で引き分けたため、小五郎の持っていた残り1票の行方を巡って大混乱になり、その後にミスコンは中止になったというエピソードがある。
『コナンドリル』では、表面上はダメ人間のように描かれつつ、主要キャラクター中唯一の成人であり、柔道や射撃の高い技能に加え、実娘の蘭だけでなく突然現れたコナンを養育する優しさも併せ持ち、浮気を知った英理に頭が上がらない姿も実は妻を立てる男の気配りで、正義だけで世の中が成り立っていないことを把握しているような思考が精神的な行き違いを生み夫婦別居の要因となった可能性を指摘している。

### 新一の両親との関係
新一の父親であり自身の刑事時代に目暮が捜査協力を依頼していた工藤優作のことも「所詮は小説家」と、目暮ほど信用はしていない様子。
工藤有希子とは高校生時代から妻の英理共々友人であり、「有希ちゃん」「小五郎くん」と呼び合うほど親しく、毛利家と工藤家は家族ぐるみの長い付き合いとなっている。

### 警察関係者や学生時代の同級生などとの関係
学生時代または刑事時代の関係者と鉢合わせることも多いが、男女を問わず関係は良好である。アニメオリジナルストーリーや劇場版では、大学時代に家庭教師をしていた教え子や、ゼミの後輩だった女性が登場している。
上下関係に関して厳しく、目暮や弓長、小田切警視長といった警察官時代の上司達にはひたすら低姿勢であるのに対し、コナンや少年探偵団、服部平次や高木、千葉などの目下・年下に対しては高圧的かつ暴力的に振る舞うことも少なくない。こういった振る舞いは目暮達警察官の面々からも時に白い目で見られている。
的外れな推理で捜査を混乱させがちであるため、横溝重悟や大和敢助からは半ば厄介者扱いされる形で鬱陶しがられている。諸伏高明に至っては小五郎の推理を聞き流し、むしろコナンの意見の方を聞き入れている。一方、山村ミサオと横溝参悟は小五郎を信奉しており、小五郎が的外れな推理をしても信じ込んでしまう。
また、平次の推理力も認めてはいるが、自分の方が優れていると思い込んでいる。

## 信念
「どんな理由があっても殺人者の気持ちなんて解りたくない」という信念を持っており、相手を問わず、いかなる事情があっても犯人を絶対悪として非難する態度を取る。また、犯人を一喝したり、説教したりすることもある。コナン（新一）や平次と同様に、犯人を死なせることはせず、更生の見込みがある犯人に対しては積極的にアフターケアを行う姿勢を取っている。
金の力に弱いことを思わせる描写も多いが、汚いお金の稼ぎ方は嫌う。普段はモラルに欠けた行いをすることが多い一方で、通夜で事件について聞けると喜ぶ平次を諭す倫理観も見せている。また、事件解決のヒントとなることでも遺族や被害者にとって辛いことや立ち入ったことなどは聞かないようにしている。
コナン（新一）や平次と違って自分とは無関係な事件に興味本位で首を突っ込んだりはしないことが信条と述べており、蘭に対してもそれをしないよう戒めている。その一方で自己顕示欲・英雄願望が強く、テレビ番組に出演した際カメラの前で堂々とVサインをしたため、高校時代の同級生がそれを理由に小五郎には頼まず安室透に依頼したことがある。

## 特技
蘭が空手の達人であるのに対し、小五郎は柔道の達人である。作中では犯人を捕らえる際にその技の切れを見せており、特に決め技の一本背負いは大柄な男性すら投げ飛ばすほど。劇場版では相手を叩きつけて地面にめり込ませたり、凶悪な海賊を倒す腕前を見せている。男性は容易く制圧できるが、「女とは戦わない主義」を掲げている。なお、妻の英理にもこの一本背負いを伝授しているが、彼女には「小五郎と出会って得たものは、娘の蘭と一本背負いくらい」とぼやかれている。
大学時代に所属していた柔道部では、全国大会優勝経験者も在籍していたにもかかわらず、小五郎が一番の腕前だった。しかし、肝心の試合になると気合が空回りして調子が狂ってしまい、公式戦で勝ったことはほとんど無かったらしい。
「霧にむせぶ魔女」では、作中で魔女と恐れられている白いRX-7（FD3S）に対し、ランサーエボリューションXで勝負している。その際、ハンドルを素早く回してドリフト走行する運転技術を披露している。
拳銃の腕前に関しては正真正銘の天才で、その腕前は劇場版『14番目の標的』、『隻眼の残像』や番外編の警察学校編にて判明している。原作者の青山氏によると「ライフル（狙撃）は赤井だけど、拳銃（射撃）なら小五郎が作中トップ」とのこと。番外編によると、警察学校時代の最初の試射（射撃訓練）で100点満点、20発全弾ド真ん中的中させた天才として語り継がれている。『隻眼の残像』では警察を辞めてからブランクが10年近くあるにも関わらず、コナンが蹴った酸素ボンベをフラッシュバックの発作で狙いが定まらなくなった大和敢助に代わって咄嗟に拳銃を奪い取り一瞬で照準を合わせて遠距離射撃でピンポイントに命中させる、逃亡した犯人と上原刑事の乗ったパラボラアンテナ運搬用の重機の動力部に夜間且つ吹雪という状況にもかかわらず同じ箇所に片手撃ちで3発ワンホールショットさせて最終的に大破させている。

## 嗜好
無類の酒好きだが、味にはほとんどこだわらず、高価なワインに関する知識やマナーには疎い。酒の飲みすぎが原因で医師からアルコール性肝機能障害と診断され、酒量を制限するよう忠告されたこともある。酒癖の悪さから泥酔したり寝ぼけていたりする事が多く、その状況下で事件が発生すると、目暮などに咎められてから捜査に臨む。ヘビースモーカーでもあり、吸う銘柄はハイライト→メビウス（マイルドセブン）。趣味は競馬・競輪などのギャンブル、麻雀で、依頼が来ない時は大抵事務所でテレビを見たり、競馬中継のラジオを聞いたりして過ごしているが、日頃は負けることがほとんど。金が絡まないことには勘が働くようで、ババ抜きなどハズレを引くと負けになるゲームには強い。
美人には目がなく、すぐに鼻の下を伸ばす。また、女性達の水着姿に興奮したり、バニーガールが働く店に行った際に従業員のお尻を触るといったセクハラ行為を行った事もある。特にアイドル・沖野ヨーコの熱狂的ファンであり、ドラマやCDなど彼女が関わるものは逃さずに押さえている上、出演した作品に限って原典となる作品やモデルとなった史実について調べたりしている。しかしながら、それでも女性としては最終的に英理を選ぶ。サッカーファンのコナンとは対照的に野球好きで、小五郎が所属している町内野球チームでは、準優勝の経験もあるとの事だが、甲子園観戦の際は、試合そっちのけでチアガールのスカートを双眼鏡で除く不純さを見せた。
未だにマイカーを所有しておらず、遠出するときはいつもレンタカーを借りているが、壊すことが多い。
高収入の依頼が来ると、後先考えずに前祝いとして近所の人々と派手な飲み会を開催し、借金まみれになって蘭どころか英理にまで尻拭いをさせる体たらく振りを見せてもいる。高級品に対しての認識も低く、資産価値の高い骨董品などをぞんざいに扱って持ち主などに価値を知らされると、すくみ上がったりしている。

## アニメオリジナルの設定

### 高所恐怖症
アニメなど原作以外のメディアでは高所恐怖症というオリジナル設定が追加されている。高い場所であればどこでも取り乱すというわけではなく、ヘリコプターやロープウェイ、飛行船で怖がる一方、飛行機（ジャンボジェット機）では平気な場合があり、第8作『銀翼の奇術師』や第14作『天空の難破船』では冷や汗をかく程度で済んでいる。
アニメで設定が定着した後は、高所恐怖症を中心に据えたアニメオリジナルのエピソードも制作されている。

### その他
本人曰く先祖は「毛利元就」とのことだが、真偽は不明。若い頃に俳優になる夢を抱いたこともある。
OVA『10年後の異邦人』で描かれた10年後（コナンの夢）では現在とほとんど変わらぬ容姿で登場している。
劇場版第25作『ハロウィンの花嫁』では、麻酔針を打ち続けられてきたためか、病院で投与される麻酔の効きが弱くなっている、という一幕が描かれた。

## 声優交代
2009年9月18日、それまで小五郎の声を担当していた神谷明が「9月26日をもって『名探偵コナン』の毛利小五郎役を解任させられた」と、自身のブログで明かし、この際には具体的な理由が明かされなかったため、ファンの間ではさまざまな噂や憶測が飛び交った。神谷は詳細については触れず「契約上の問題と信・義・仁の問題」であるとし、原作者の青山剛昌、共演者、APUスタジオ、読売テレビ、小学館に対し、お詫びと長年の愛顧についての感謝の言葉を述べている。神谷自身は19日、自身のブログで降板の理由について、契約交渉においてその相手である制作会社の人物が守秘義務のある契約内容を音響プロダクションや俳優団体、出演者の一部に悪意を持って伝えたこと、さらに降板を決意した後、その人物が発表前にインターネットへリークするという背信行為に馬鹿馬鹿しさを覚え、別の人物に役を引き続き演じさせて欲しいと仲裁を担ってもらったものの叶わなかったことを明かしていたが、翌日にその内容を削除している。
降板の経緯としては業界の顔として声優の地位向上のために活動していた神谷が2001、2年頃に日本俳優連合を退会して個人で出演料の交渉を行い、出演作品のソフト化による二次使用料などをめぐって強く出ることもあったともされるが、折り合いがつかず、この結果になったとの報道があり、神谷は「報道自体間違いではありません」としている。
これにより、小五郎の声優はアニメ553話（2009年10月31日放送分）から、小山力也に変更となった。小山は2000年に放送されたアニメ199話・200話にゲストとして初出演しており、それ以後も何度かゲストを経て、初出演から9年後に2代目小五郎を担当することになった。神谷は翌2010年4月2日に小山と会う機会があり、上述した自身のブログにて「ボクの小五郎にとらわれずに、自分の小五郎を作って欲しい」と語った事を記している。
なお、神谷が担当した期間のエピソードや劇場版は、その後もデジタルリマスター版や『金曜ロードショー』などで問題なく放送されているほか、彼の過去に演じた役が紹介される際には小五郎の名前を出しており、2代目の小山やコナンの出演者ともイベントや他のアニメで共演している。また、劇場版第23作『紺青の拳』のキャンペーンでは『北斗の拳』とのコラボレーション動画に参加し、小五郎役を退いてから10年振りに『コナン』に関わることとなった。